# Stelechantha arcuata
Stelechantha arcuata är en måreväxtart som beskrevs av S.E.Dawson. Stelechantha arcuata ingår i släktet Stelechantha och familjen måreväxter. IUCN kategoriserar arten globalt som akut hotad.
Artens utbredningsområde är Kamerun. Inga underarter finns listade i Catalogue of Life.